# 伊江朝直

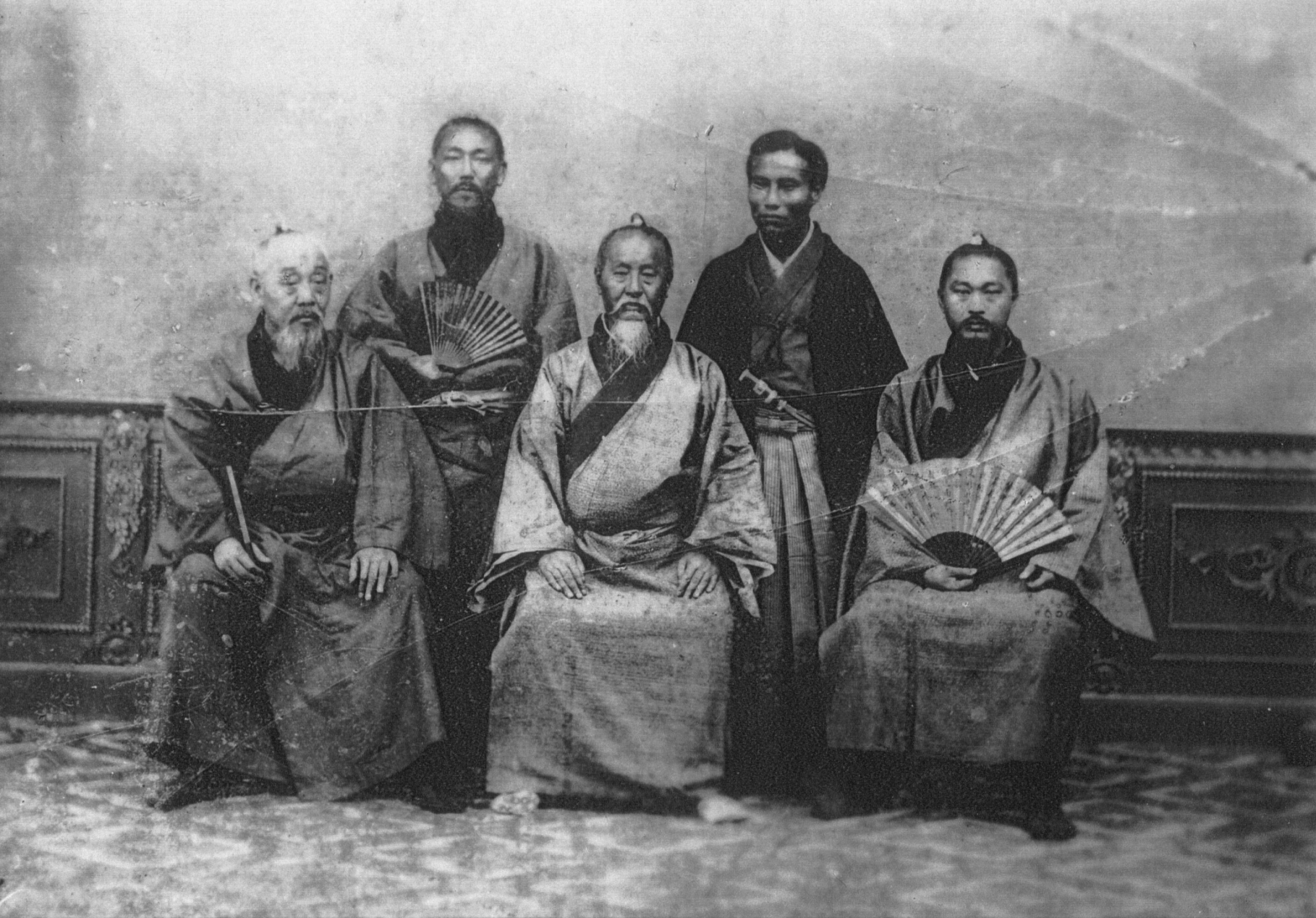
維新慶賀の際に鹿児島県で撮影された写真
前列中央が伊江朝直、左隣は宜野湾朝保

伊江 朝直（いえ ちょうちょく、1818年9月23日〈嘉慶23年8月23日〉 - 1896年〈明治29年〉1月4日）は、琉球王国末期の王族で、伊江御殿十一世に当たる。琉球王国17代尚灝王の四男であり、最後の国王尚泰王の叔父にあたる。琉球最後の摂政として琉球処分の難局に対処した。朝忠と称していたが、島津忠義（太守公）が藩主となり、同字を忌避して朝直と改めた。維新慶賀では正使を務め、日本の鉄道開業賀礼に参列した。単に伊江王子とも表記される。唐名は尚健（しょうけん）。

## 生涯
琉球国王・尚灝王の四男（五男であるが四男の尚怡が夭逝）として生まれた。母は小那覇阿護母志良礼・真牛金で、兄である尚惇・大里王子朝教とは同腹である。父である尚灝王には判明しているだけでも26人の子供が存在し、子供たちは冷遇された。母である小那覇は又吉阿護母志良礼の讒言によって首里城を追い出され、兄・朝教は城内で馬の草刈りをさせられた。そして朝直は浦添間切城間の農家で育ち、農業や家畜養育に励んだ。14歳の時に首里の阿波根親方の下で表向きは草刈りとして働いていたが、実は王子としての養育を始められていたという。また、その当時に当蔵村の伊芸家で草刈りなどを行なっていたことから、伊芸の亀小と呼ばれていた。
1834年（道光14年）、父である尚灝王が没したのち、異母兄である朝現が尚育王として即位し、20歳になっていた尚惇を大里王子として取り立てた。同年に朝直も伊江御殿である伊江按司朝平の養子となり、伊江島大城の名号を賜り、大城按司となった。伊江御殿の嗣子となってからも勝手口（裏口）から出入りしようとしたという。大城按司として知行三百斛を領することになったが、翌年3月に養父である朝平が病没し、その家統をついで伊江島総地頭職となった。
1836年12月、系図座奉行職に任ぜられ、2年後には大与座奉行職に転封された。同年、正使・翰林院撰修林鴻年、副使・翰林院編修高人鑑が冊封使として遣わされ、尚灝王の諭祭、尚育を中山王に封ずる大典を行なった。そして、朝直は翌年、冊封の報告のために上国をしている。1841年12月3日には知行を百斛加賜された。
1854年、徳川家定の将軍継承の慶賀正使として江戸立ちしたが、薩摩に到着した際に将軍が死去したことで、江戸立ちが中止となった。
1859年には平等所総奉行職を兼任した。1860年4月、将軍家茂の継承を賀するために再び慶賀正使に選ばれたが、7月に老中久世大和守からの国事多端という内意により延期となった。当時は尊王攘夷論が熾烈で、3月には桜田門外の変により井伊直弼が凶刃に倒れるなど幕府にとって多事多難な時であった。
また、朝直は王子でありながら豆腐料理を好物としていた。喜舎場朝賢ら、のちの王政維新慶賀の随行員に対して「食べ物の好き嫌いには上下はない筈だ」と話していたという。
1872年6月、朝直は仮の摂政に任ぜられた。従来ならば薩摩藩主の承認を得るべきであったが、この当時は既に廃藩置県によって薩摩藩は鹿児島県となっており、従来のように薩摩藩の承認を受ける必要がなかった。そして同年7月、王政維新の慶賀正使に任ぜられ、副使・宜湾朝保、賛議官喜屋武親雲上朝扶、山里親雲上などと共に参京した。
1872年8月、帰国の途路で摂政与那城王子の後を受け、摂政を任ぜられた。その時に知行二百斛を贈られて総知行高六百斛となり、翌年3月には久米島具志川間切の総地頭職を任ぜられた。この時に、王政維新慶賀使の功労をも加えてさらに二百斛が増加されたが、朝直はこれを堅く固辞した。また、恩納間切按司掛作得夫銭（恩賞金）を同じく贈られたがこれも固辞して受けなかった。ところが翌1874年9月末、具志川間切総地頭職は世子尚典に賜ったため、朝直には琉球藩庁は政治的殊勲を認め、尚泰王から次々と賞与があったが、これをすべて固辞した。最後には恩納間切総地頭職を命じられ、並加増知行高二百斛を賜ったが、朝直はあくまで従来の伊江島総地頭職として、島民の生活福祉に力を尽くしたいとの旨を国王に上申しその許しを得た。
1875年、明治政府は琉球藩に清との関係を断絶させ、その上台湾出兵（征台の役）の謝恩として尚泰王自らの参京を要求した。その他にも藩政改革など重大な問題が起こったが、その度に原因が朝直一行の慶賀使の仕置きが悪かったからだ、とされ迫害や弾劾などの行為が激しく行われた。そして遂には国民運動にまで発展し、1876年に元三司官であった親清派の亀川親方などが「伊江王子朝直ら慶賀使一行の罪を論断すべし」と要求した。この頃、朝直は登城出仕のない日には石嶺の別荘に籠る日が多かった。そして同年3月、病を理由に職を辞し、6月には隠居して家統を長男大城按司朝永に継がせた。
朝直は摂政を辞職した後、五男の幼い朝常を連れて石嶺の別荘に行き、東京から持ち帰った梅を庭の築山に移させた。「これが育つ頃には、汝も大人になっているであろう。大和世になっていること…」と、朝常に聞かせたというが、幼い朝常にはその意味が分からなかったという。後年、朝常は身内の者に「あの頃の父は、子供心にも大変疲れた様子に見えた。その頃は、確か、未だ五十五歳位であった筈だが、ひどく年寄に思えた。目が霞む、とよく言っていた。」と語っていた。また朝直は大和世になる前に、いち早く朝常に琉球式の元服をさせようとしていたという。
朝直は1896年に79歳で死去した。朝常は晩年、お伴に三味線を持たせて石嶺の別荘によく出かけた。出かける時期は朝直が鉢から移させた梅が大きく育ち、花が咲く頃と決まっていてた。そこで朝常は一人静かに三味線を弾き、父朝直を偲んでいたという。

## 維新慶賀正使
1871年（明治5年〈同治11年〉）、明治政府は琉球に使者を送るよう要求し、琉球王府はこれを維新政府への慶賀使と解釈し、尚泰王の名代として朝直を正使、宜野湾親方朝保を副使として東京に派遣する。ところが、明治天皇の名目で発せられた詔書の内容は「尚泰を琉球藩王となし、叙して華族に列す」とあり、琉球王国を天皇が任ずる藩王が治める琉球藩とするものであった。朝直らは困惑したが、日清両属体制を明治政府が認めたものと解釈して受け入れた。

## 横浜鉄道開業賀礼に参列
維新慶賀使として東京在京中、朝直は、副使の宜野湾親方朝保(後に宜湾に改名)、賛議官の喜屋武親雲上朝扶と共に、明治5年9月12日、新橋駅で日本初となる鉄道開業式典に参列、新橋 - 横浜間を走る1号機関車に乗車した。朝直ら琉球使節は、このお召し列車に、明治天皇の他、有栖川宮熾仁親王、三条実美、山尾庸三、井上勝、副島種臣、西郷隆盛、大隈重信、板垣退助、井上馨、勝海舟、黒田清隆、陸奥宗光、江藤新平、伊地知正治、山県有朋、西郷従道、土方久元、渋沢栄一、佐野常民、大久保一翁、徳川慶勝、毛利元徳、島津忠義などと共に乗車している。

## 白党・黒党の対立
琉球処分の頃、尚氏琉球を存続しようとした頑固党の中でも、反抗の態度が消極的な白党（シルー）と親清国派で頑固に日本政府に反対する黒党（クルー）が存在した。この時、清国の上海にて発行された『申報』に、琉球の旧士族が王を立てることに関して議論が交わされており、そのあり方をめぐり白黒両党に二分されたという旨の記事が掲載された。それによると、白党は尚泰王を東京から迎えて再び王位に復することを目指し、黒党は尚泰王を無能とし叔父である朝直を立て、新王を立てたのちに属国となる旨を清国に密訴したという。また、日本の新聞にもこれと同内容の記事が掲載されていた。1872年の詔書御請をめぐり対立を深めていた旧琉球士族は、琉球の社稷存続を目標とする共通の思いはあったが、それゆえに両者の溝はより深いものとなった。

## 生涯年表
- 1818年9月23日生：尚灝王四男として生まれる
- 1834年12月11日（16歳）：十世朝平の嗣子となる
- 1836年3月26日（18歳）：欹髻結い
- 1837年3月8日（19歳）：結婚（伊江里之子親雲上朝経娘真鶴金）
- 1838年12月1日（20歳）：大与奉行（王子奉行）となる
- 1839年4月6日（21歳）：冊封全竣の謝恩の使者として上国（7月5日那覇出発→11日鹿児島到着→8月3日藩主謁見→13日磯庭園で招宴→9月23日鹿児島出発→10月1日帰国）
- 1842年（24歳）：大与奉行となる
- 1844年（26歳）：系図奉行となる
- 1846年（28歳）：系図奉行となる
- 1847年（29歳）：大与奉行となる
- 1848年（30歳）：系図奉行となる
- 1849年（31歳）：大与奉行となる
- 1851年（33歳）：系図奉行となる
- 1852年（34歳）：大与奉行となる
- 1854年5月3日（36歳）：将軍代替わりの慶賀正史となる　安政地震および国事多端（斉彬・家定死去）により延期・中止（1858年5月19日那覇出発→27日鹿児島到着→8月2日中止決定→9月18日鹿児島出発→26日帰国）
- 1858年（40歳）：系図奉行となる
- 1859年（41歳）：大与奉行となり牧志恩河事件では親薩摩派を弾圧[1]
- 1860年4月13日（42歳）：公方様御代替の慶賀正史（江戸立ち）→後に中止
- 1862年（44歳）：大与奉行となる
- 1864年（46歳）：総横目総奉行（王子奉行）となる
- 1865年（47歳）：大与奉行となる
- 1867年（49歳）：宗門手札改奉行となる
- 1869年6月25日（51歳）：伊是名玉陵での清明の初祭の使者（8月10日渡島→9月11日伊是名島出発→運天港経由で15日に浦添着）
- 1872年6月26日（54歳）：与那城王子朝紀の病気辞退により仮摂政に就任
- 同年7月16日：維新慶賀正使（7月25日出発→27日鹿児島→8月20日鹿児島発→9月2日品川着→9月12日横浜鉄道開業賀礼→14日明治天皇謁見→25日帰国の報告、藩王冊封→帰国）
- 1876年6月18日（58歳）：摂政を辞職して隠居し、家督を長男朝永が継承[2]
- 1877年7月（59歳）：『無銘書厨子由来記』を作成（伊江御殿の由来などにまつわる記録を作成/多数の生子証文の伝存）

## 系譜
- 父：尚灝王（第二尚王氏17代国王）
- 母：小那覇阿護母志良禮（劉氏呉屋子定根の娘）
- 室：瑞慶覧翁主（向氏伊江里之子親雲上朝經の娘）
- 長女：思戸金
- 次女：真蒲戸金（向氏義村按司朝明に嫁ぐ）
- 長男：大城按司朝永（向姓伊江御殿十二世）
- 三女：真鍋樽（向氏伊野波按司朝宜に嫁ぐ）
- 四女：真鶴金（毛氏佐渡山里之子安吉に嫁ぐ）
- 次男：朝信
- 五女：真嘉戸樽（向氏羽地按司朝詮に嫁ぐ）
- 三男：朝㓛
- 四男：朝知（玉城按司朝敕に嗣子がなく、家統をつぐ）
- 継室：安良城翁主（向氏摩文仁按司朝健の娘）
- 五男：朝常（向氏高安殿内に嗣子がなく、家統をつぐ)
- 六男：朝規
- 七男：朝重